# HSD17B7
3-keto-steroid reductase là enzyme ở người được mã hóa bởi gen HSD17B7.
Enzyme 17-beta-hydroxysteroid dehydrogenase (EC 1.1.1.62) oxy hóa hoặc khử estrogen và androgen ở động vật có vú và điều hòa hiệu lực sinh học của các steroid.